# Crepidium cyanobrachium
Crepidium cyanobrachium là một loài thực vật có hoa trong họ Lan. Loài này được (Schltr.) Szlach. mô tả khoa học đầu tiên năm 1995.